# موقف محرم بك
موقف محرم بك أو موقف الإسكندرية موقف حافلات ومحطة ركاب تبادلية، يقع بمنطقة محرم بك بمدينة الإسكندرية في مصر، تم البدأ في إنشاءه عام 2001 وافتتح رسمياً عام 2003، تديره الشركة الوطنية لإنشاء وتنمية الطرق، وهو نقطة الانطلاق والوصول الرئيسية للمسافرين برا من وإلى مدينة الإسكندرية، ويعتبر بديلاً لموقف الحافلات القديم الموجود قرب محطة قطار سيدي جابر، قبل أن يتم نقل كل الحافلات وسيارات الأجرة الخاصة بالمحافظات إلى الموقف الحالي.

## معرض الصور

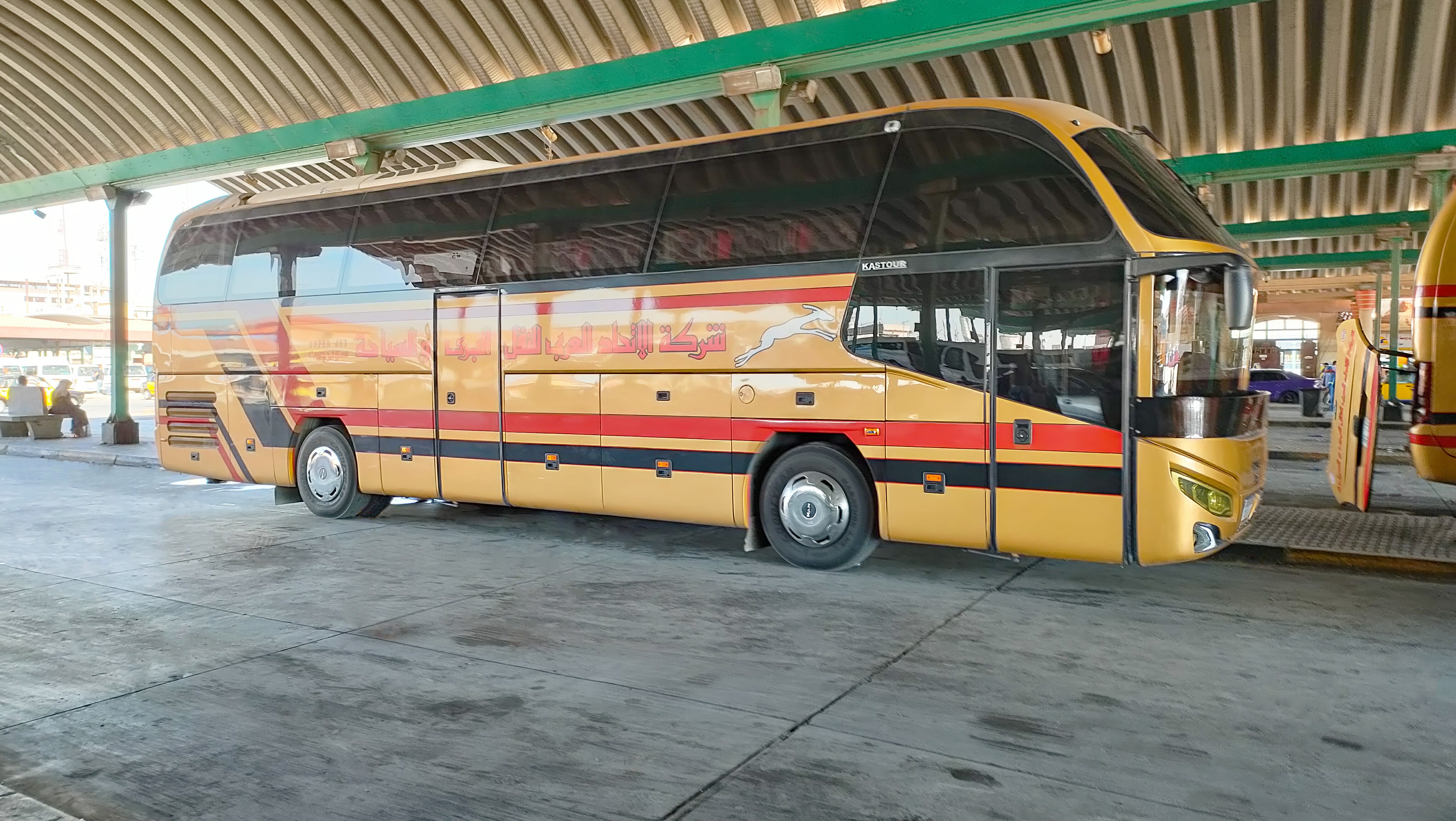
حافلة شركة سوبر جيت
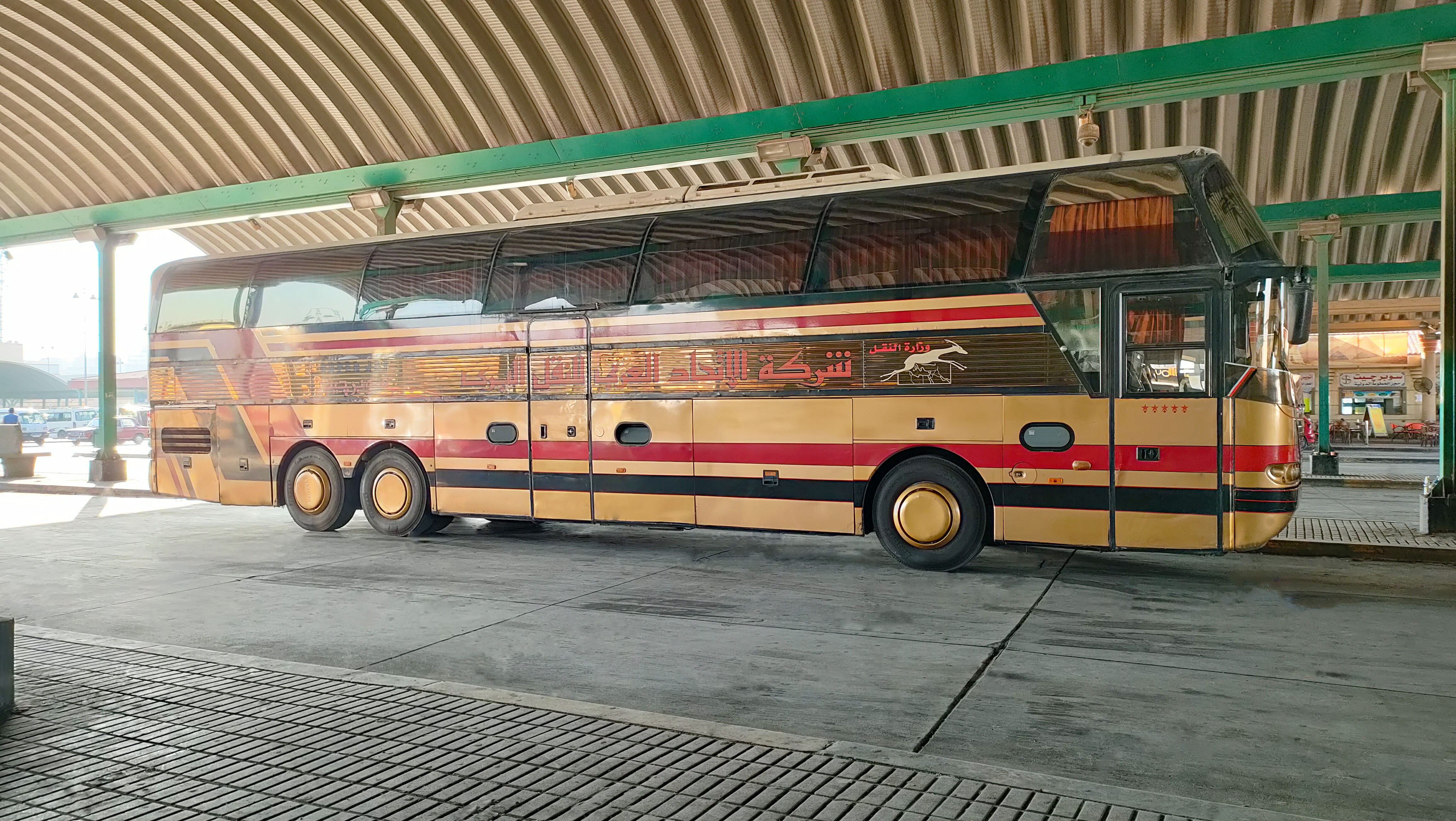
حافلة سوبر جيت
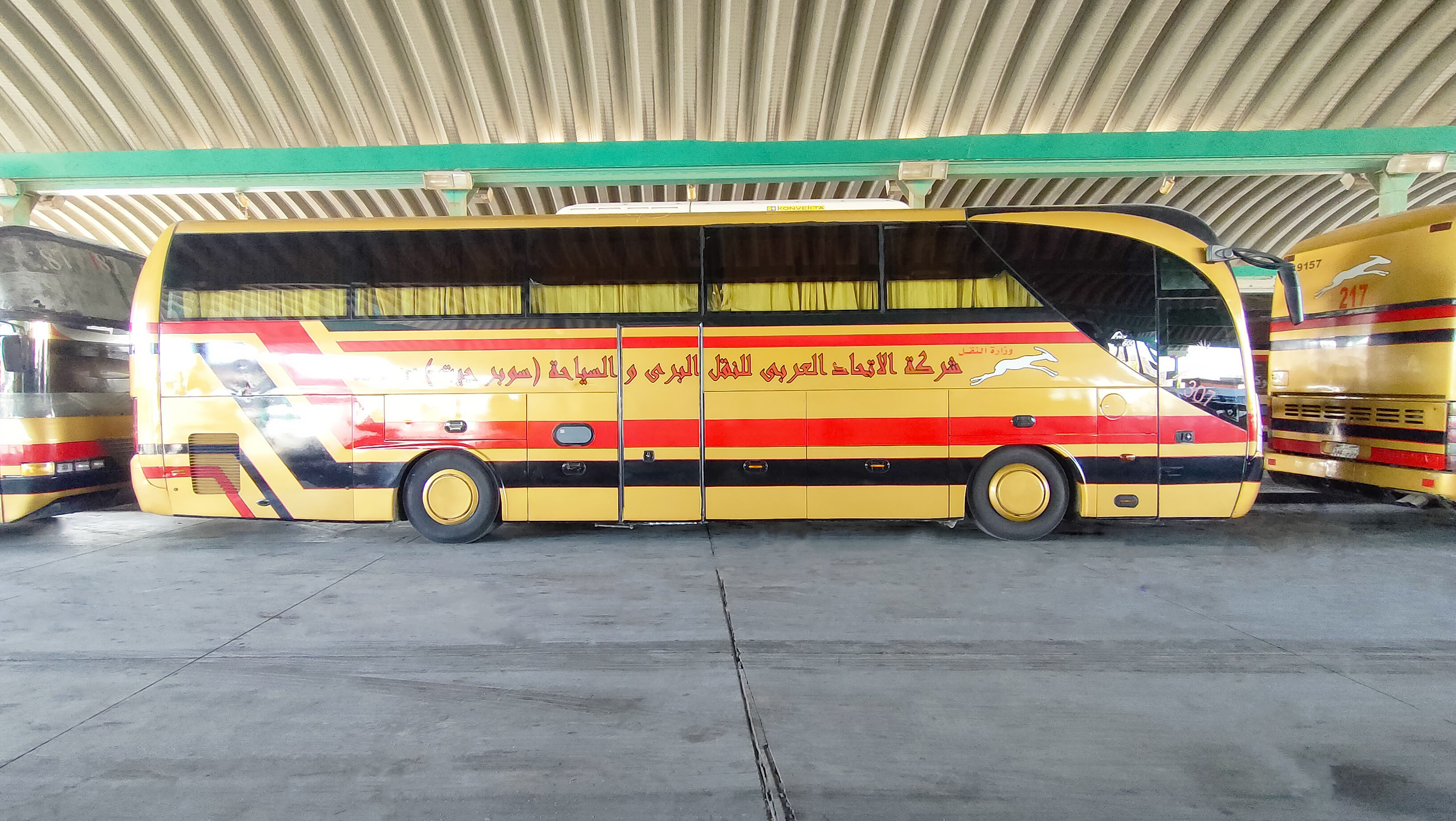
حافلة سوبر جيت
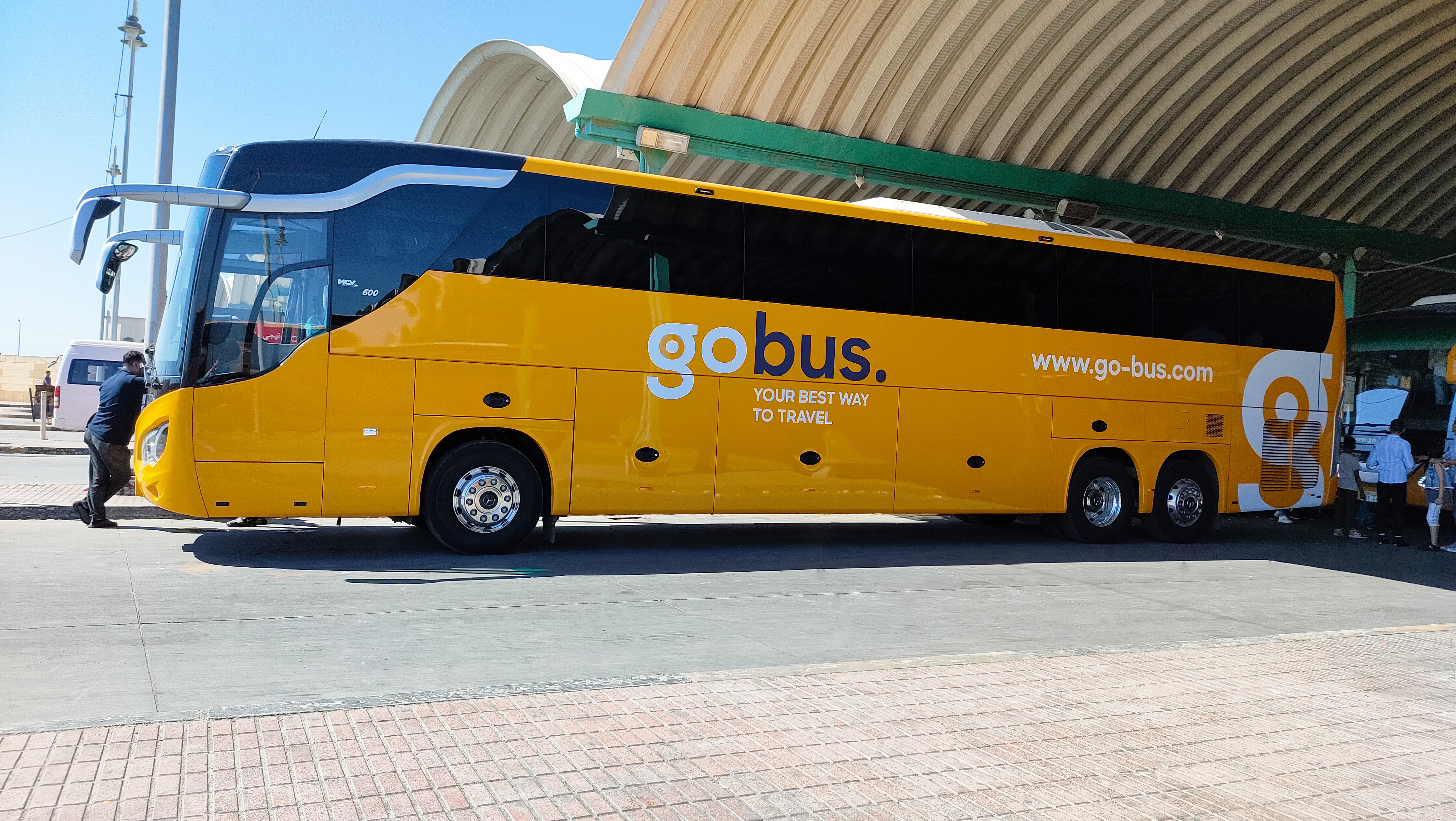
حافلة شركة جوباص
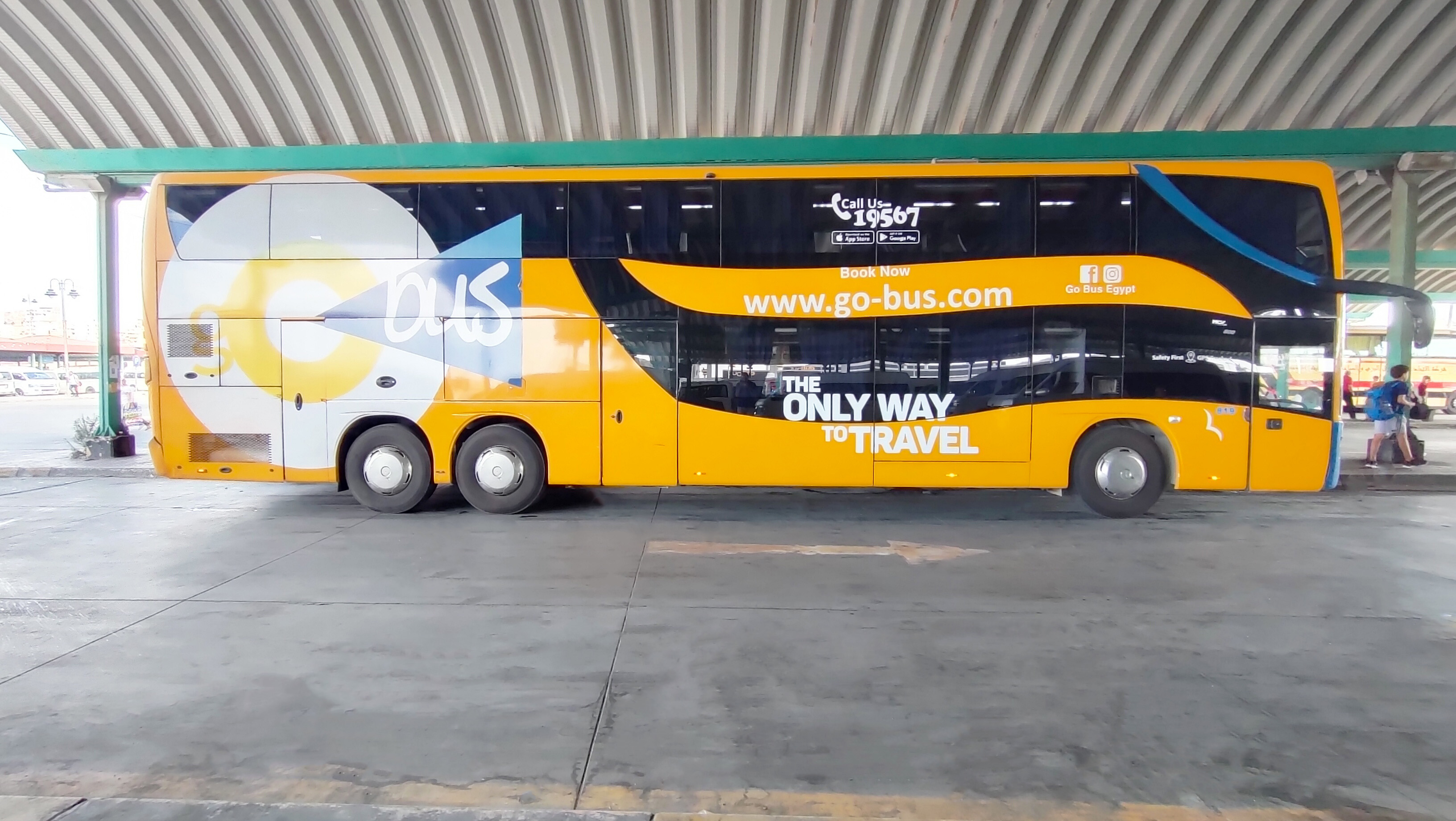
حافلة جوباص
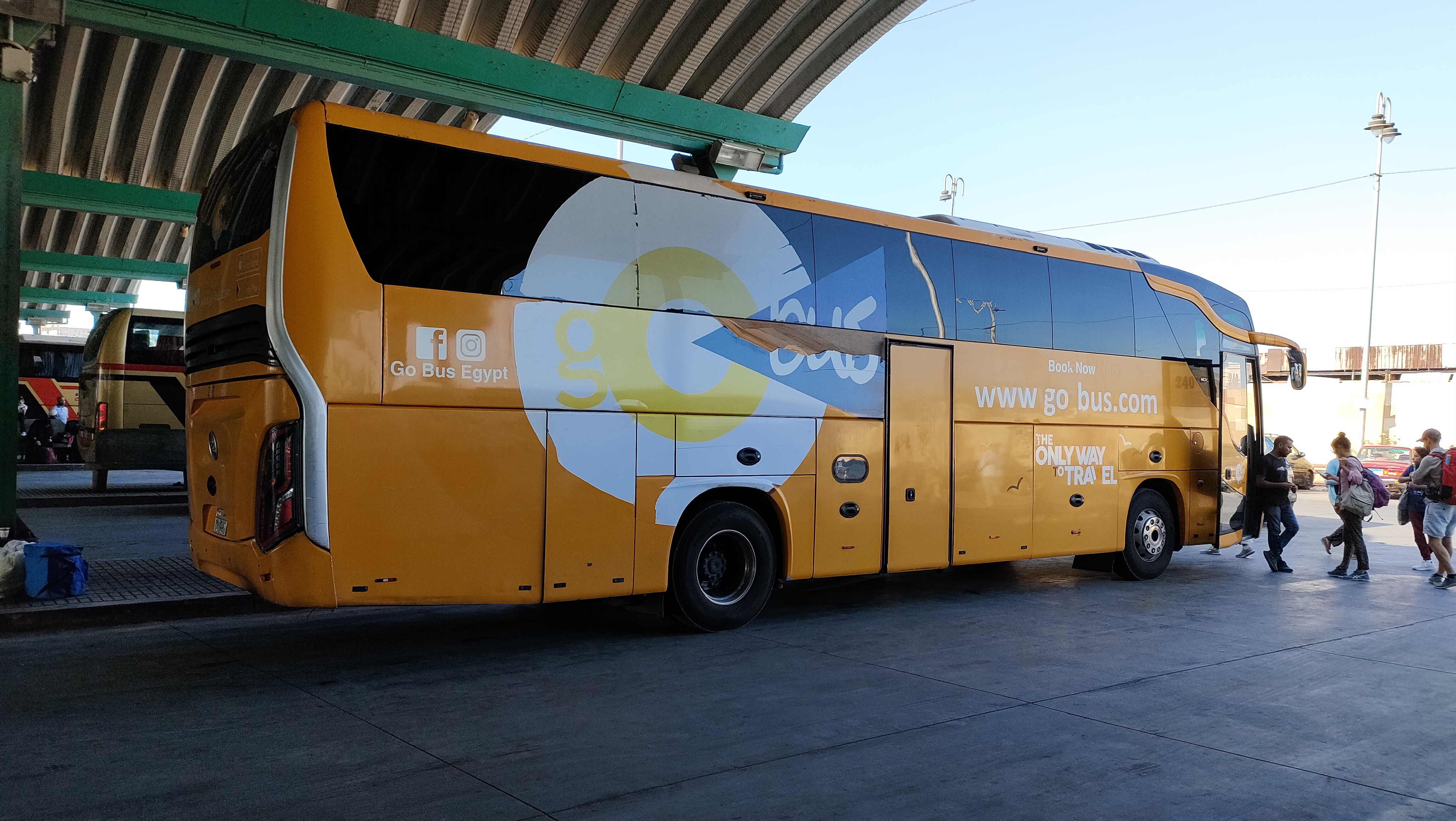
حافلة جوباص
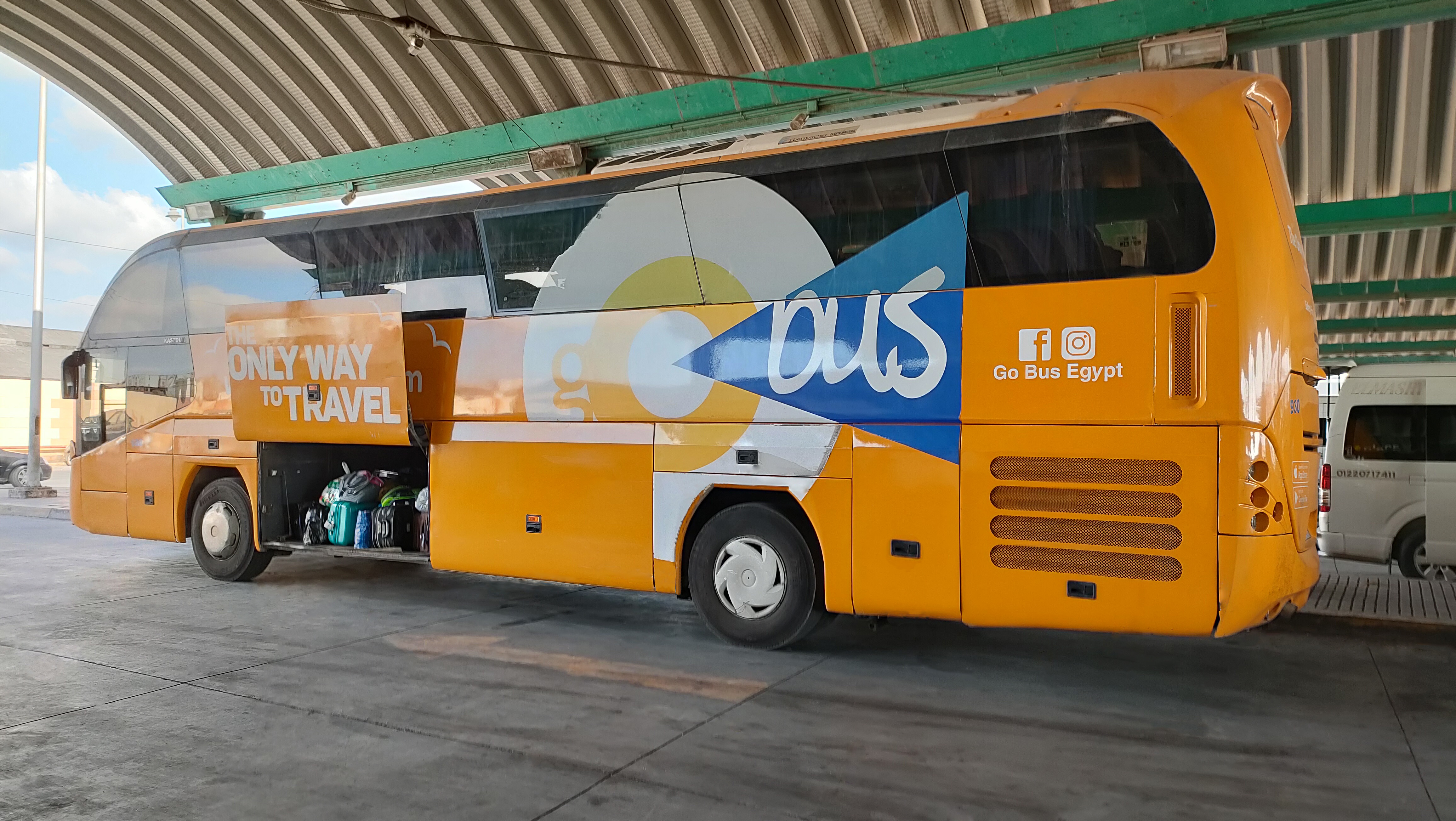
حافلة جوباص
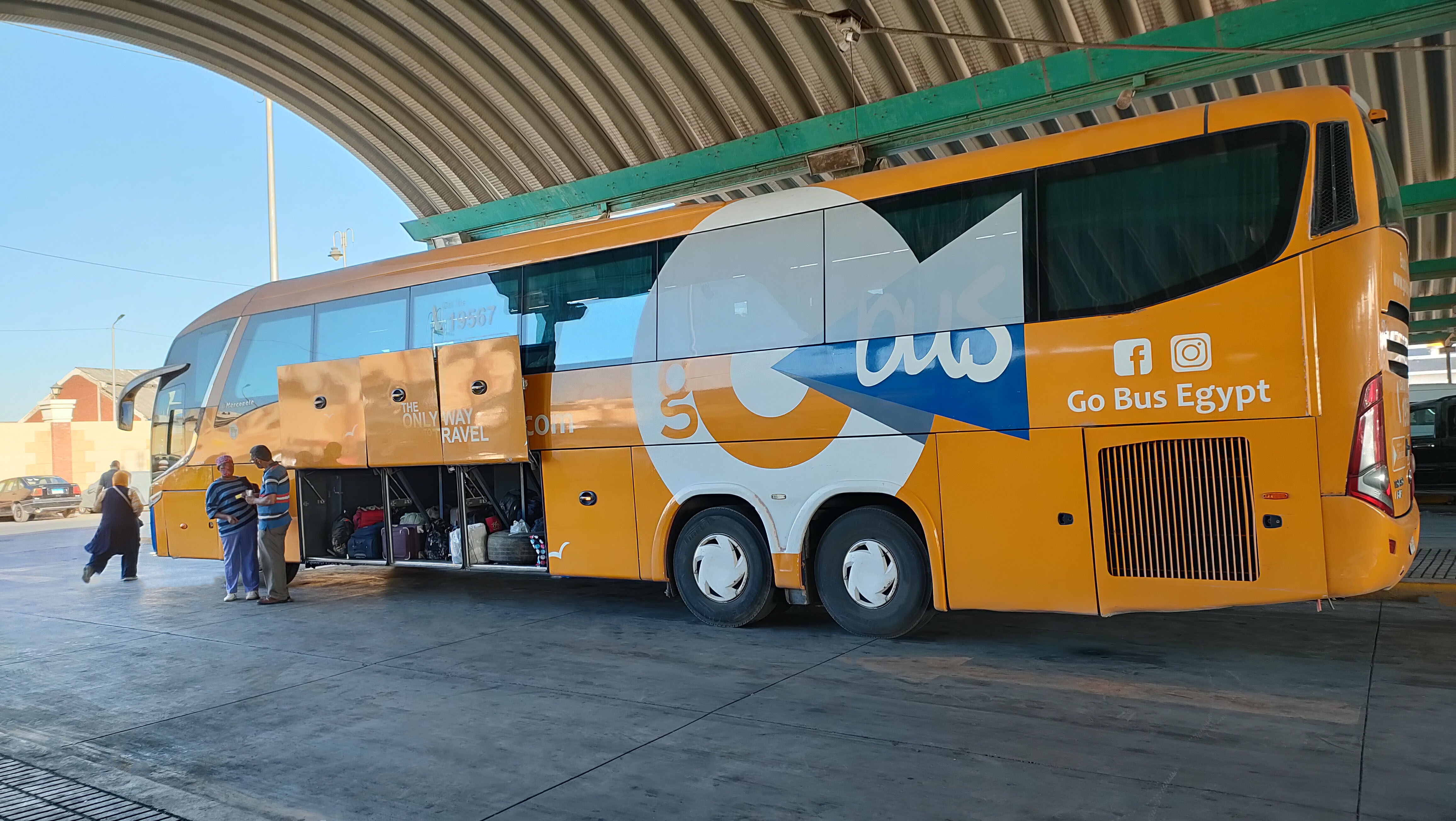
حافلة جوباص
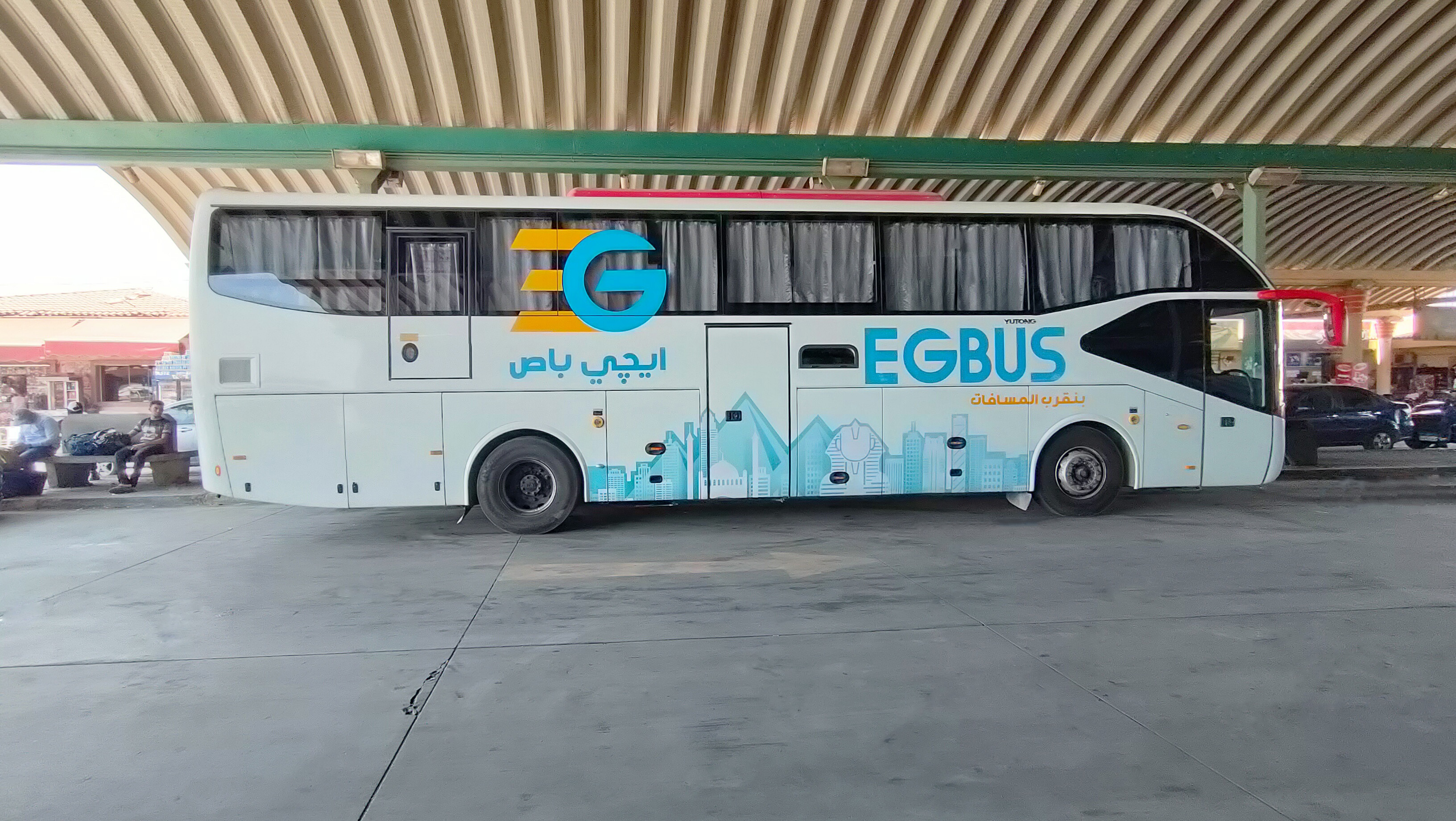
حافلة شركة ايجي باص
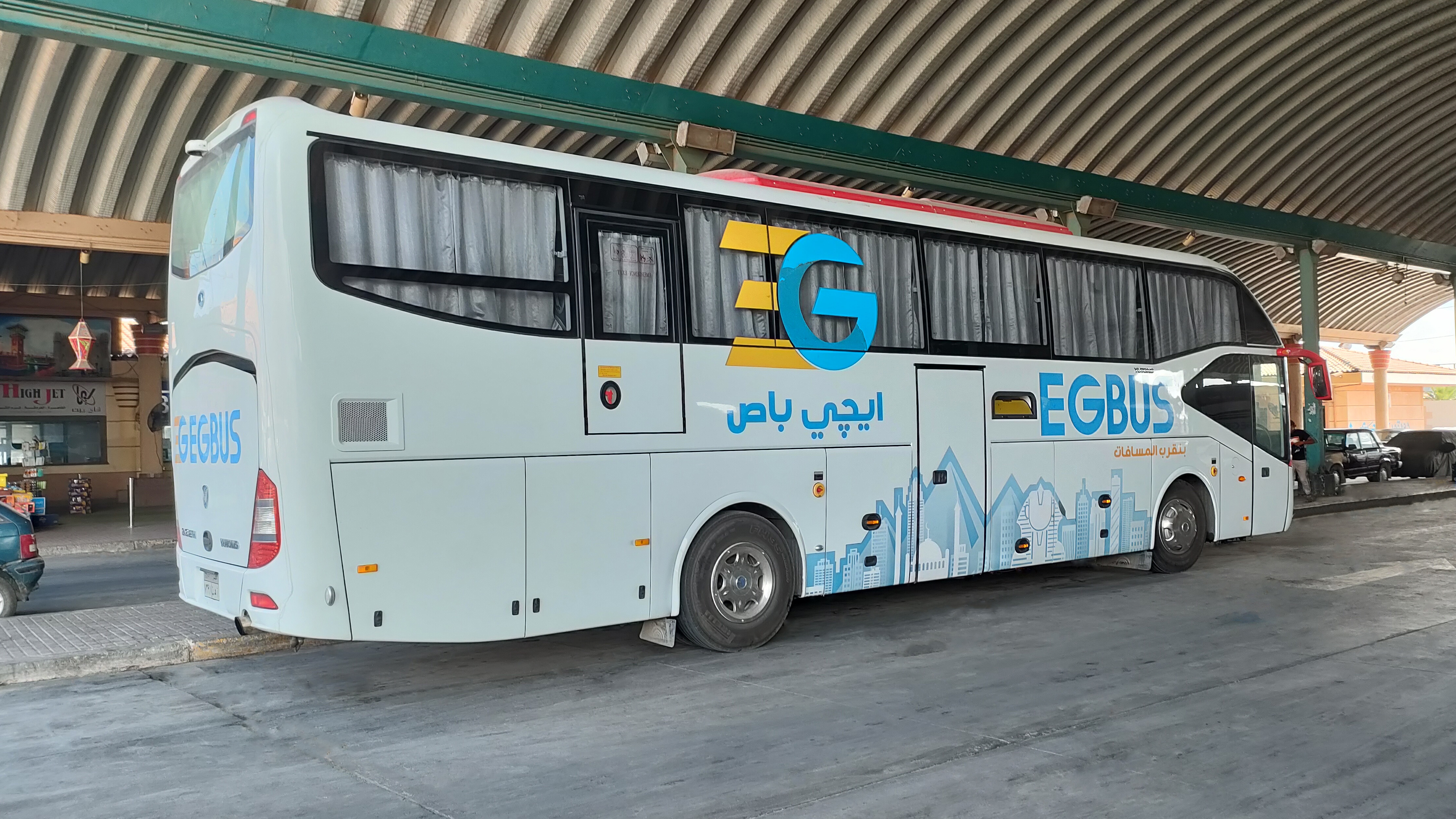
حافلة ايجي باص
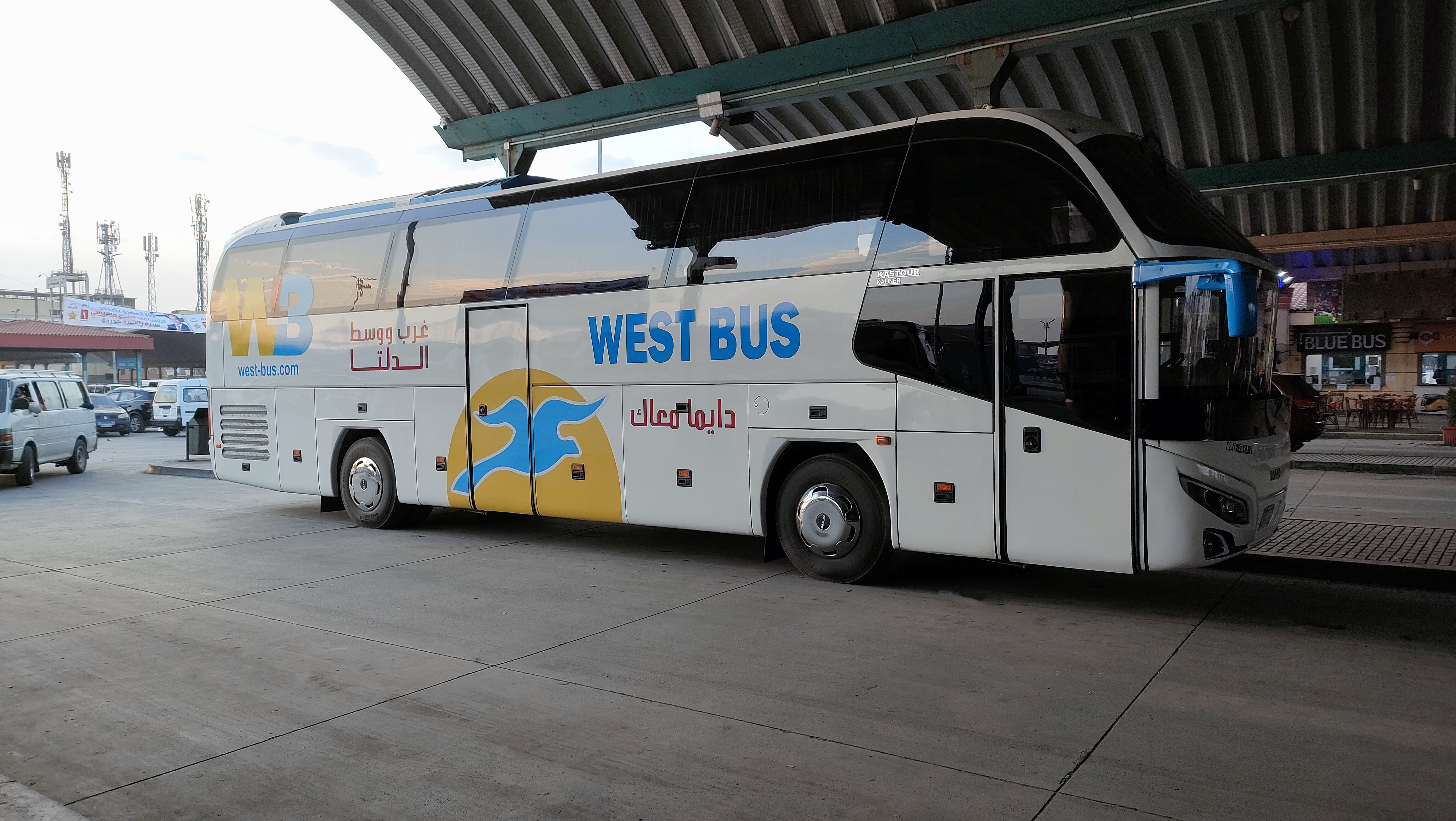
حافلة شركة غرب الدلتا
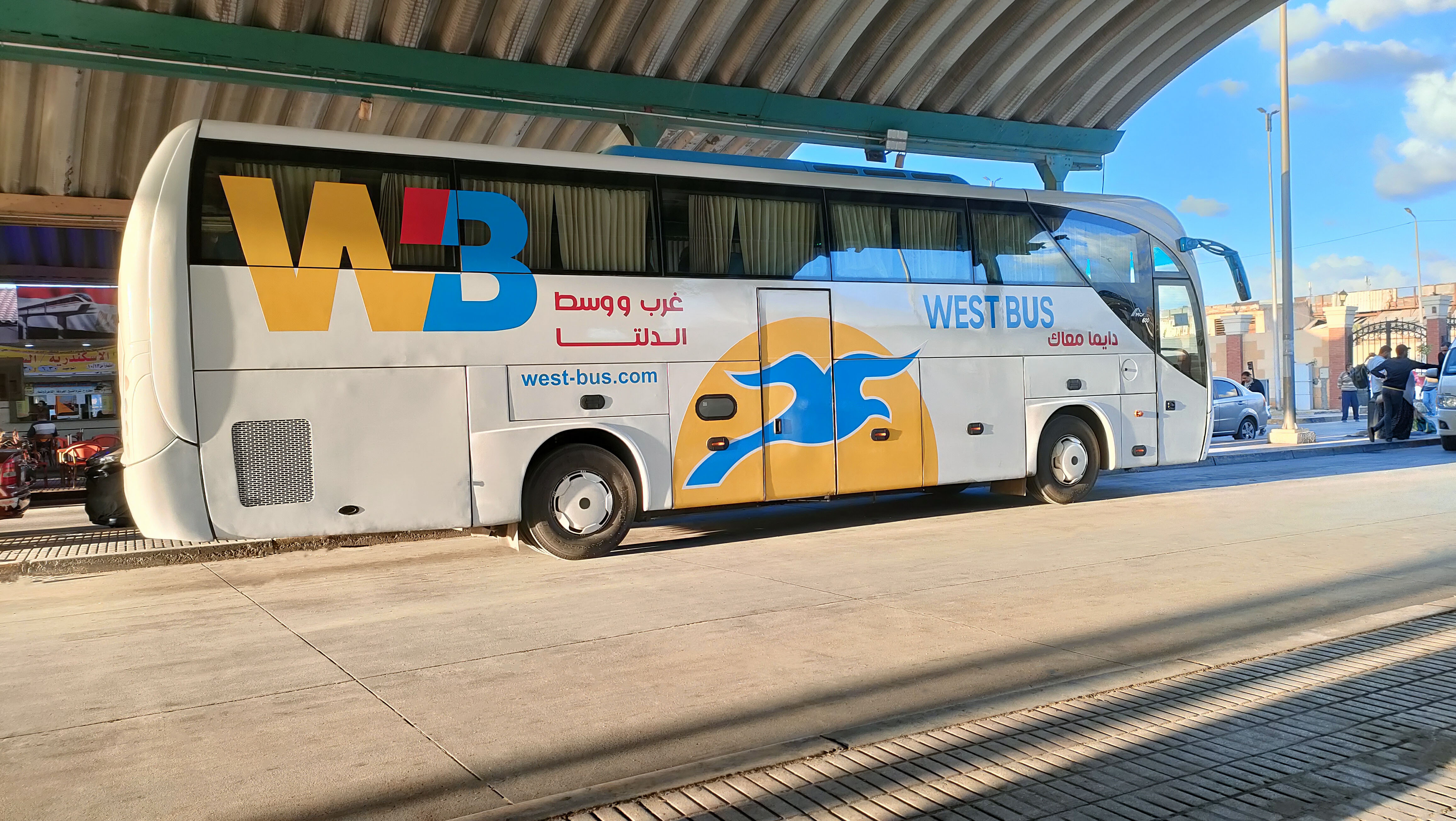
حافلة شركة غرب الدلتا
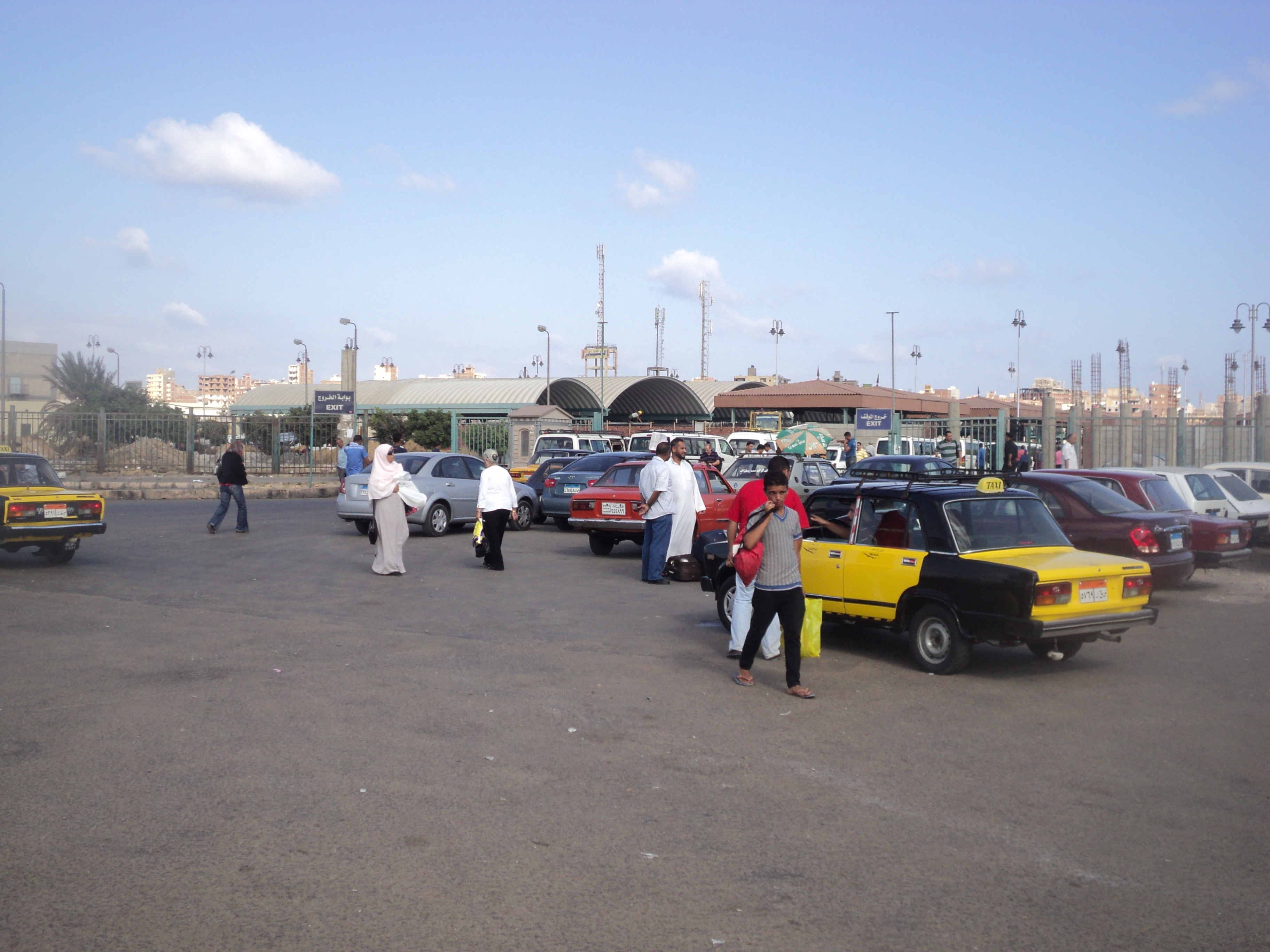
سيارات أجرة